# Цигань, Бранислав
Бранислав Цигань (словац. Branislav Cigáň; род. 24 января 1994)  — словацкий гандболист, выступающий за чешский клуб Дукла Прага.

## Карьера

#### Клубная
Бранислав Цигань начал свою карьеру в словацком клубе ГК Агро (Топольчани). Бранислав Цигань помог ГК Агро (Топольчани) в сезоне 2014/15 стать бронзовым призёром чемпионата Словакии. Бронислав Цигань в январе 2019 года был арендован чешским клубом ГК Дукла Прага.

#### Сборная
Бранислав Цигань провел в сборной Словакии 6 матчей в которых забросил 13 мячей.

## Награды
- Бронзовый призёр чемпионата Словакии: 2015

## Статистика
| Сезон        | Клуб               | Лига       | Матчи | Голы | 7-метр | Голы |
| ------------ | ------------------ | ---------- | ----- | ---- | ------ | ---- |
| 2016-17      | ГК Агро Топольчани | Екстралига | 25    | 110  | 17     | 93   |
| 2017-18      | ГК Агро Топольчани | Екстралига | 29    | 145  | 18     | 127  |
| 2018-19      | ГК Агро Топольчани | Екстралига | 14    | 102  | 22     | 80   |
| 2016–по н.в. | Итого              | Екстралига | 68    | 357  | 57     | 300  |